# برينت سميث (لاعب كرة قدم أمريكية)
برينت سميث (بالإنجليزية: Brent Smith)‏ هو لاعب كرة قدم أمريكية أمريكي، ولد في 21 نوفمبر 1973 في دالاس في الولايات المتحدة.

## وصلات خارجية
- برينت سميث على موقع مرجع كرة القدم المحترفة.كوم (الإنجليزية)